# Raytheon Technologies
Raytheon Technologies — багатонаціональна корпорація зі штаб-квартирою у Волтемі, штат Массачусетс, що досліджує, розробляє та виробляє новітні технології в галузі космічної та оборонної промисловості, включаючи авіаційні двигуни, авіоніку, кібербезпеку, ракети, системи ППО та безпілотники. Компанія також є великим військовим підрядником, отримуючи значну частину своїх доходів від уряду США.
Компанія виникла в результаті злиття United Technologies та компанії Raytheon, яке було завершено 3 квітня 2020 року. Штаб-квартира Raytheon стала головним офісом для об'єднаної компанії Raytheon Technologies. Об'єднана компанія оцінюється в понад 100 мільярдів доларів та стала другою найбільшою світовою аерокосмічною та оборонною компанією за продажами після Boeing.
Колишній генеральний директор і голова компанії United Technologies Грегері Дж. Хейс — генеральний директор об'єднаної компанії, а колишній генеральний директор компанії Raytheon Томас А. Кеннеді є виконавчим головою.
У компанії є чотири дочірні компанії: Collins Aerospace, Pratt & Whitney, Raytheon Intelligence & Space і Raytheon Missiles & Defense.

## Історія

### Raytheon
Компанія Raytheon була заснована в 1922 році в Кембриджі, штат Массачусетс, Лоуренсом К. Маршаллом, Ванневаром Бушем та Чарльзом Г. Смітом як American Appliance Company. Фокус компанії перейшов від холодильних технологій до електроніки. Першим продуктом компанії був газоподібний (гелієвий) випрямляч електроенергії. У 1925 році компанія змінила назву на Raytheon Manufacturing Company і почала продавати свій випрямляч під торговою маркою Raytheon з комерційним успіхом. У 1928 р. Raytheon об'єдналася з компанією Q.R.S — американським виробником електронних трубок і вимикачів, утворивши однойменну компанію Raytheon Manufacturing Company. До 1930-х років вона вже стала однією з найбільших світових компаній з виробництва вакуумних труб. У 1933 році компанія купила Acme-Delta, виробника трансформаторів, силового обладнання та електронних автозапчастин.
Під час Другої світової війни компанія масово виготовляла магнетронні трубки для використання в мікрохвильових радіолокаційних наборах, а потім у комплектації радіолокаційних систем. Наприкінці війни в 1945 році компанія відповідала за близько 80 відсотків усіх виготовлених магнетронів.
Під час війни Raytheon також став першопрохідником у виробництві суднових радіолокаційних систем, зокрема для виявлення підводних човнів. Компанія зайняла 71-ше місце серед корпорацій Сполучених Штатів за величиною контрактів на виробництво військової продукції під час Другої світової війни, що заклало основи для майбутнього зростання компанії.

### United Technologies
У 1929 році Вільям Боїнг із фірми Boeing об'єднався з Фредеріком Рентшлером з Pratt & Whitney, щоб створити United Aircraft and Transport Corporation — велику, вертикально інтегровану фірму, що об'єднувала бізнес-інтереси у всіх аспектах авіації. Після скандалу з контрактами на повітряну пошту у 1934 році уряд США дійшов висновку, що такі великі холдингові компанії, як United Aircraft and Transport Corporation, були антиконкурентними. Тому уряд прийняв нові антимонопольні закони, які заборонили виробникам літальних апаратів або двигунів володіти транспортними авіакомпаніями. United Aircraft and Transport Corporation була розділена на три частини — Boeing, United Aircraft і United Airlines.
Під час Другої світової війни United Aircraft посіла шосте місце серед корпорацій Сполучених Штатів за вартістю військових контрактів.
У 1950-х роках United Aircraft почала розробляти реактивні двигуни, включаючи Pratt & Whitney J57, найпотужніший реактивний двигун на ринку протягом кількох років.
У 1975 році United Aircraft отримала нову назву — United Technologies Corporation (UTC).